# 2-й Адмиралтейский остров
2-й Адмиралте́йский остров — остров в Центральном районе Санкт-Петербурга, расположенный в исторической части города между Невой, Зимней канавкой, Мойкой, Крюковым каналом, Адмиралтейским и Ново-Адмиралтейским каналами.

## История
Остров образован искусственно в результате отделения части острова Усадица путём сооружения Зимней канавки, Адмиралтейского, Крюкова и Ново-Адмиралтейского канала.
В XVIII веке был разделён на три части Адмиралтейским и Мастерским каналами.

## Мосты
Остров соединён с 1-м Адмиралтейским островом через Зимнюю канавку тремя мостами:
- Выше по течению — Эрмитажный мост
- Выше по течению — 1-й Зимний мост
- Ниже по течению — 2-й Зимний мост

Остров соединён с Васильевским островом через Большую Неву двумя мостами:
- Выше по течению — Дворцовый мост
- Ниже по течению — Благовещенский мост

Соединён с Казанским островом через реку Мойку восемью мостами:
- Певческий мост
- Зелёный мост
- Красный мост
- Синий мост
- Фонарный мост
- Почтамтский мост
- Поцелуев мост
- Краснофлотский мост

Соединён с островом Новая Голландия через Адмиралтейский канал двумя мостами:
- Выше по течению — 1-й мост Круштейна
- Ниже по течению — 2-й мост Круштейна

Остров соединён с Коломенским островом Храповицким мостом через реку Мойку.
Остров соединён с Ново-Адмиралтейским островом Адмиралтейским мостом через Ново-Адмиралтейский канал